# The Heroic Legend of Arslan
The Heroic Legend of Arslan (japanska: アルスラーン戦記 Hepburn: Arusurān Senki?) är en japansk fantasyromanserie skriven av, Yoshiki Tanaka, och utgivna från 1986 och framåt. Den blev senare manga med eget slut, och publicerade mellan november 1991 och september 1996. Den blev senare även animefilmer och OVA.
Berättelserna är löst baserade på persiske berättelsen Amir Arsalan och utspelar sig i en fantasyvariant av forntidens Mellanöstern där staderna "Pars" (baserad på Persien/Iran) och "Lusitania" ligger i krig med varandra.

### Fotnoter
1. ↑  ”The Heroic Legend of Arslan” (på engelska). TV Tropes. http://tvtropes.org/pmwiki/pmwiki.php/Literature/TheHeroicLegendOfArslan. Läst 30 april 2015.